# Teoria do role-taking
Robert L. Selman, teórico e psicólogo educacional especializado no desenvolvimento dos adolescentes, desenvolveu o conceito de role-taking, argumentando que a capacidade de diferenciar e coordenar as perspectivas sociais do eu e dos outros, cognitiva e emocionalmente, constitui a base da comunicação social. A teoria de Selman presume que a capacidade de uma criança coordenar múltiplos pontos de vista para experiências sociais compartilhadas, pode promover o desenvolvimento da compreensão interpessoal e habilidades de gestão relacional. Ao longo do tempo, à medida que as crianças aprendem a ver os pontos de vista das outras pessoas e as integram com as suas próprias, elas são propensas a exibir entendimentos mais profundos sobre outras pessoas - como seus pensamentos, sentimentos e motivações - e gerenciar as relações em suas vidas. Parte deste processo exige que as crianças venham a perceber que os pontos de vista dos outros podem diferir dos seus próprios.
Robert Selman enfatiza a importância desta teoria dentro do campo do desenvolvimento cognitivo. Ele alega que a capacidade de ter um papel amadurecido nos permite apreciar melhor como nossas relações afetarão os outros e, ao falharmos em desenvolver a capacidade de “assumir papéis”, seremos forçados a julgar erroneamente que os outros estão se comportando como resultado de fatores externos. Essa teoria influenciou o pensamento de George H. Mead em seus estudos sobre o Interacionismo Simbólico. 

## Role-taking de Selman
Selman desenvolve sua teoria a partir de uma pesquisa com grupos de crianças com idades diferentes, contando-lhes a seguinte história: Holly é uma menina de 8 anos que gosta de subir em árvores. Um dia, Holly cai de uma árvore e seu pai vê isso. O pai de Holly a faz prometer que não irá mais subir em árvores e a garotinha promete. Mais tarde, Holly e seus amigos encontram Sean. O gatinho de Sean subiu em uma árvore e não consegue mais descer. Holly é a única do grupo que sabe escalar árvores e que pode salvar o gatinho, mas ela se lembra da promessa que fez ao seu pai. A partir das respostas das crianças, Selman avaliou as suas habilidades e estruturou os níveis de entendimento de perspectivas:
- Estágio 0: perspectiva egocêntrica (4-6 anos aproximadamente):

Nesta fase, há duas habilidades faltantes. Na primeira, há a incapacidade de distinguir perspectivas (diferenciação). A criança não distingue entre sua própria perspectiva e a dos outros. E, na segunda, falta a habilidade de relacionar perspectivas (integração).
Na história de Holly, as crianças acham que ela vai salvar o gatinho e que o seu pai não irá se importar, pois ele estará feliz por ela ter salvo o animal. Na realidade, a criança está mostrando sua incapacidade de separar seu gosto por gatinhos das perspectivas de Holly e de seu pai.
- Estágio 1: perspectiva subjetiva (6-8 anos aproximadamente):

A criança agora reconhece que pessoas diferentes podem ter interpretações diferentes para a mesma situação, porém, ela tem muita dificuldade em considerar ambas as perspectivas simultaneamente. A criança pode focalizar no desejo de Holly de tirar o gato da árvore ou na expectativa do pai de que ela cumpra a promessa.
Quando questionadas se o pai de Holly ficaria zangado, elas responderiam: “Se ele não soubesse do porquê ela subiu a árvore, ele ficaria bravo. Mas se soubesse o motivo, perceberia que foi por uma boa razão”, não sabendo que o pai ainda estava zangado, independente de querer salvar o gatinho, devido a sua preocupação com a segurança de Holly.
- Estágio 2: perspectiva auto reflexiva (8-10 anos aproximadamente):

Neste estágio, a criança amadurece a sua habilidade de entender que as pessoas também podem diferenciar suas perspectivas sociais por causa de suas particularidades mantidas, seus valores diferenciados e o conjunto de propósitos. A criança é capaz de se colocar melhor na posição de outra pessoa. Em termos de integração, a criança agora pode entender que os outros também pensam no seu ponto de vista. Isso permite que a criança preveja como o outro irá reagir ao seu comportamento. O que ainda falta é a criança ser capaz de considerar o ponto de vista de outra pessoa e o ponto de vista da criança de outra pessoa ao mesmo tempo.
Na história, quando perguntadas se Holly irá subir a árvore, elas responderão que sim e que o pai de Holly entenderá porque ela fez isso. O que indica que a criança considera a perspectiva do pai de Holly a partir da perspectiva de Holly. Porém, ao serem perguntadas se o pai gostaria que Holly subisse na árvore, elas responderiam que não. O que mostra que as crianças estão considerando o ponto de vista do pai de Holly e a preocupação com a sua segurança.
- Estágio 3: perspectiva mútua (10-12 anos aproximadamente):

Neste momento, a criança pode diferenciar a sua própria perspectiva do ponto de vista de um outro membro. Além disso, a criança pode tomar a visão de uma terceira pessoa e visualizar uma situação nessa perspectiva. Em termos de integração, a criança agora pode considerar, simultaneamente, o seu ponto de vista e o ponto de vista dos outros sobre a criança e as consequências dessa troca de perspectivas em termos de comportamento e cognição.
Ao descrever o dilema de Holly, a criança pode tomar a perspectiva de uma terceira parte, respondendo que Holly queria pegar o gatinho pois ela gosta de gatinhos, contudo, ela sabia que não deveria subir em árvores. O pai de Holly sabe que ela não pode subir em árvores, mas ele poderia desconhecer sobre o gatinho.
- Estágio 4: perspectiva social (12-15 anos aproximadamente):

Agora o adolescente considera as perspectivas dos outros com referência ao ambiente social e cultural da qual a outra pessoa vem, assumindo, assim, que a outra pessoa vai acreditar e agir de acordo com as normas e os valores da sociedade. 
Ao serem questionados se Holly merecia ser punida por sua atitude, os adolescentes respondem que não, e que o pai de Holly entenderá que os indivíduos devem tratar bem os animais, pois é pertinente a uma boa conduta social e humana que não maltratemos os animais.